# Câu lạc bộ đồng quê

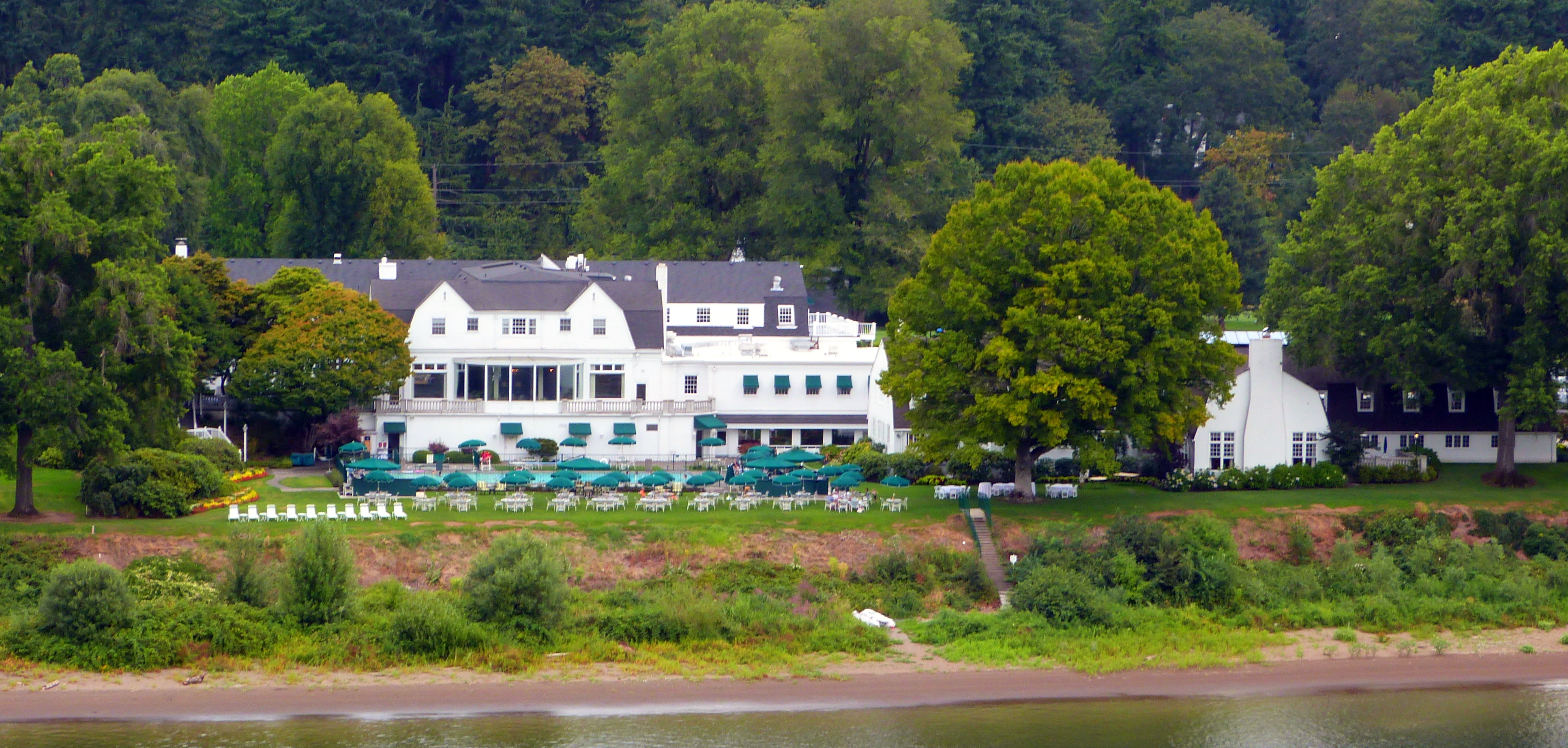
Câu lạc bộ Waverley, Oregon, Mỹ

Câu lạc bộ đồng quê hay câu lạc bộ thể thao (tiếng Anh: country club) là một dạng câu lạc bộ tư nhân (hội kín) tập trung vào các hoạt động thể thao kèm giải trí và ăn uống, tổ chức ở vùng ngoại ô. Tên gọi đồng quê bắt nguồn từ việc các câu lạc bộ này thường tổ chức ở vùng ngoại ô, miền quê, nơi có nhiều không gian cho hoạt động ngoài trời. Bản thân yếu tố này cũng khiến nó dễ phân biệt với dạng câu lạc bộ thể thao đô thị.
Hội thường giới hạn số người và muốn tham gia phải tài trợ hoặc được thành viên trong hội mời. Các môn thể thao chủ yếu là golf, tennis và bơi, chính vì vậy nhiều hội được gọi đơn giản là câu lạc bộ golf.
Loại hình câu lạc bộ này có nguồn gốc từ Scotland và xuất hiện ở Mỹ từ đầu những năm 1880. Chúng có tác động lớn đến hiện tượng ngoại ô hoá (di dân từ thành phố về ngoại ô) và được coi là tiền thân cho sự xuất hiện của các khu dân cư khép kín (gated community) sau này.